# 长策乡
长策乡原属湖南省宜章县下辖乡，2012年4月撤销，成建制合并至瑶岗仙镇。长策乡撤销前行政区划代码431022209；下辖长策社区、上坪村、新坪村、羊坦村、中坪村、下坪村、陈家塘村、新屋村、老屋村、田僚村、向阳村、回田村、严廊村、前进村共计社区13行政村。